# Netzklasse
Netzklassen (Classful network) sind eine 1981 eingeführte Strukturierung des IPv4-Adressbereiches beim Internet Protocol (IP). Eine Netzklasse legt dabei die Aufteilung einer IP-Adresse in Netzadresse und Geräteadresse fest. Von der Netzklasse leitet sich daher die Größe eines Netzes (sprich: die max. Anzahl darin befindlicher Hosts) ab, genauer von der durch die Klasse bestimmten Anzahl der Bits für den Geräteadressteil innerhalb der IP-Adresse. Der Netzadressteil ist beim Routing im Intranet und Internet wichtig, um zu unterscheiden, ob eine Ziel-IP-Adresse im eigenen oder einem fremden Netz zu finden ist. Da Netzklassen sich als zu unflexibel und wenig sparsam im Umgang mit der knappen Ressource IP-Adressen herausgestellt haben, wurden sie 1985 zunächst durch Subnetting und 1992 mit Supernetting ergänzt und 1993 schließlich mit der Einführung von Classless Inter-Domain Routing (CIDR) weitgehend ersetzt. Seither spielt es – bis auf wenige Sondersituationen – keine Rolle mehr, welcher Netzklasse eine IPv4-Adresse angehört, sondern die Aufteilung in Netz- und Geräteadresse wird durch die dazu gehörende Netzmaske bestimmt. Dessen ungeachtet wird das veraltete und nicht mehr praxisrelevante Konzept der Netzklassen häufig nach wie vor von Dozenten vermittelt und findet sich häufig auch weiter in Lehrbüchern.

## Konzept der Netzklassen
Das ursprünglich eingesetzte Konzept der IP-Adressen sah nur eine starre Aufteilung vor. Hierbei waren 8 Bit für die Adressierung des Netzes vorgesehen, die übrigen 24 Bit adressierten einen spezifischen Teilnehmer des Netzes. Bei diesem Konzept waren aber nur 256 Netze möglich. Dies wurde als zu wenig erkannt. Daher wurden im September 1981 durch RFC 791 die sogenannten Netzklassen eingeführt, die diese Aufteilung neu gestalteten.
Über die Netzklassen wurde der gesamte Adressraum zunächst in drei Netzklassen (A, B und C) unterteilt, zu denen später noch die Klassen D und E hinzukamen. Alle Teilnetze einer Netzklasse hatten hierbei dieselbe standardisierte Größe. Die Netzgrößen der Klassen unterschieden sich sehr stark, so waren in einem Netz der Klasse C nur 254 Hosts möglich, wohingegen bei einem Netz der Klasse A über 16 Millionen Hosts ermöglicht wurden. Dies sollte es ermöglichen, einzelnen Organisationen und Einrichtungen verschieden große Netze je nach Bedarf zuzuweisen. Doch führten die starren Netzgrößen zu großer Verschwendung, da z. B. einem Anwender mit 100.000 Hosts ein Netz der Klasse A zugewiesen werden musste. Von diesen standen aber nur insgesamt 126 zur Verfügung und in diesem konkreten Fall wären über 16 Millionen IP-Adressen verschwendet worden. Zur Beseitigung dieses Engpasses und wegen zusätzlicher Vorteile wurden die IP-Klassen im Jahr 1993 per RFC 1518 und RFC 1519 durch das Classless Inter-Domain-Routing weitestgehend abgelöst. Bei CIDR werden innerhalb des gesamten Adressraumes Netze in flexiblen Größen vergeben, folglich ist eine Ableitung der Netzgröße allein aus der IP-Adresse nicht mehr möglich.
Auch wenn die ursprünglichen Netzklassen heute i. Allg. nicht mehr relevant sind, sind die entsprechenden RFC's nach wie vor gültig. Die Netzklasse wird durch die ersten Bits der binären IP-Adresse bestimmt. Der den Klassen D und E zugeordnete Bereich ist in der ursprünglichen Spezifikation für eine erweiterte Adressierung reserviert worden. Diese wurde später in die Klassen D und E aufgeteilt, wobei der Adressbereich der Klasse D auch nach Einführung von CIDR weiter für Multicast-Anwendungen genutzt wird. Der Adressbereich der Klasse E ist weiterhin reserviert.

## Übersicht der Netzklassen
| Netzklasse | Präfix  | Adressbereich               | Netzmaske                            | Netzlänge (mit Präfix)               | Netzlänge (ohne Präfix)              | Hostlänge                            | Netze                                | Hosts pro Netz                       | CIDR Suffix Entsprechung |
| ---------- | ------- | --------------------------- | ------------------------------------ | ------------------------------------ | ------------------------------------ | ------------------------------------ | ------------------------------------ | ------------------------------------ | ------------------------ |
| Klasse A   | 0…      | 0.0.0.0 – 127.255.255.255   | 255.0.0.0                            | 8 Bit                                | 7 Bit                                | 24 Bit                               | 128                                  | 16.777.214                           | /8                       |
| Klasse B   | 10...   | 128.0.0.0 – 191.255.255.255 | 255.255.0.0                          | 16 Bit                               | 14 Bit                               | 16 Bit                               | 16.384                               | 65.534                               | /16                      |
| Klasse C   | 110…    | 192.0.0.0 – 223.255.255.255 | 255.255.255.0                        | 24 Bit                               | 21 Bit                               | 8 Bit                                | 2.097.152                            | 254                                  | /24                      |
| Klasse D   | 1110…   | 224.0.0.0 – 239.255.255.255 | Verwendung für Multicast-Anwendungen | Verwendung für Multicast-Anwendungen | Verwendung für Multicast-Anwendungen | Verwendung für Multicast-Anwendungen | Verwendung für Multicast-Anwendungen | Verwendung für Multicast-Anwendungen |                          |
| Klasse E   | 1111... | 240.0.0.0 – 255.255.255.255 | reserviert (für zukünftige Zwecke)   | reserviert (für zukünftige Zwecke)   | reserviert (für zukünftige Zwecke)   | reserviert (für zukünftige Zwecke)   | reserviert (für zukünftige Zwecke)   | reserviert (für zukünftige Zwecke)   |                          |

## Veraltete Lehre
Diese Lehre der Netzklassen führt oft jedoch nur zu Verwirrung, da sie mit der Einführung von CIDR überholt ist. Sie hat heute fast keine praxisrelevante Bedeutung mehr, da die Größe eines Netzes nicht mehr nur aus der IP-Adresse abzuleiten ist, sondern zwingend die Angabe einer Netzmaske erforderlich ist. Die Technik, die dahinter steckt, nennt man Variable Length Subnet Mask (VLSM).
Selbst heute noch folgen allerdings einige Implementierungen dem alten Netzklassenkonzept: Der Point-to-Point Protocol-Mechanismus unter Windows (CE, XP) leitet die Größe des Netzes bei einer Direktverbindung zweier PCs aus der IP-Adresse ab, die Eingabe einer Netzmaske ist nicht vorgesehen. Verbleibende praktische Bedeutung hat die Netzklasse auch noch beim Einsatz von historischen Routing-Protokollen wie z. B. RIPv1. Da diese älteren, aber in LANs immer noch gelegentlich benutzten Routing-Protokolle keine Netzmaske übertragen, wird notfalls automatisch die zur Netzklasse der IP-Adresse gehörende Netzmaske angenommen. Ebenso verhalten sich IP-Implementierungen in historischen Betriebssystemen, die seit der Standardisierung des Subnetting 1985 nicht mehr weiterentwickelt wurden. Die historischen Netzklassen sind auch der Hintergrund der reservierten Adressräume für Private IP-Adressen.
Die verschwindende Bedeutung von Netzklassen spiegelt sich auch in der IP-Vergabepolitik der Regionalen Internet-Registries (RIR) wider. So finden sich im früheren Klasse-C-Bereich auch Zuteilungen, die weit über die Größe eines Netzes der alten Klasse C hinausgehen (der zugehörige Mechanismus ist Supernetting). Analog werden auf Grund einer Knappheit an IP-Adressen die früheren Klasse-A-Bereiche mittlerweile in kleineren Blöcken zugewiesen, wie zum Beispiel der dem früheren Klasse-A-Netz der Nummer 80 entnommene Bereich 80.128.0.0 bis 80.159.255.255 an die Deutsche Telekom AG.
Eine Übersicht über aktuell und in der Vergangenheit vergebene Netzgrößen in der RIPE-Region findet sich im Dokument RIPE-345 auf den Seiten des RIPE NCC.